# Nicky Hayen
Nicky Hayen (Sint-Truiden, Bélgica, 16 de agosto de 1980) es un exjugador y entrenador de fútbol belga. Actualmente dirige al Club Brujas.

## Carrera como jugador
Hayen, nacido y criado en Sint-Truiden, comenzó su carrera futbolística en el Sint-Truidense en 1999 donde jugaría en el primer equipo durante un total de nueve temporadas. En el verano de 2008 se trasladó al RBC Roosendaal, donde jugaría durante dos temporadas.
En abril de 2010 firmó un contrato de dos años con el OH Leuven. En su primera temporada se proclamó campeón de la Challenger Pro League. Luego de sufrir una grave lesión del ligamento cruzado, el club lo cedió al Antwerp FC por un año en 2012 para darle más ritmo de juego.En la temporada 2013-14, Hayen fue jugador-entrenador del FCV Dender EH. Sin embargo, en febrero de 2014 fue despedido tras malos resultados pero permaneció en el club hasta el final de la temporada.

## Carrera como entrenador
Después de su etapa en el FCV Dender EH, Hayen empezó a trabajar como entrenador en el club Zwarte Leeuw de la Cuarta División.Sin embargo, dejó su cargo en septiembre de 2014 para convertirse en asistente técnico de Marc Brys en el Najran SC y más tarde en el Al-Raed.
Luego de su paso por Arabia Saudí, entrenó al KVK Tienen, ASV Geel y al Berchem Sport.En 2018 regresó al Sint-Truidense, donde se convirtió en entrenador de las juveniles. En noviembre de 2019, fue nombrado interinamente a cargo del primer equipo tras la destitución de Brys.En enero de 2020, se convirtió en asistente del nuevo técnico Miloš Kostić.
El 4 de junio de 2020, fue nombrado entrenador del Waasland-Beveren.Luego de descender a la Tercera División, fue relevado de sus funciones en mayo de 2021.
En diciembre de 2021, Hayen fue oficializado como entrenador y director deportivo del Haverfordwest County por 12 mees con una opción a renovar por un año más.En su única temporada, el equipo quedó en penúltimo lugar y tuvo que luchar por mantenerse al más alto nivel en Gales donde no pudo evitar el descenso del club.
El 15 de junio de 2022, dejó su cargo en el equipo galés para asumir al frente del Club NXT, la academia juvenil del Club Brujas.El 18 de marzo de 2024, fue nombrado interinamente al frente del primer equipo hasta el final de la temporada, tras el despido de Ronny Deila.El 26 de mayo, obtuvo la Jupiler Pro League luego de una remontada fundamental en la fase final con siete victorias y tres empates en sus últimos diez encuentros.Una semana más tarde, fue ratificado en su cargo y firmó un contrato con duración indefinida.

## Clubes

### Como jugador
| Club                | País         | Año       |
| ------------------- | ------------ | --------- |
| Sint-Truidense      | Bélgica      | 1999-2008 |
| RBC Roosendaal      | Países Bajos | 2008-2010 |
| OH Leuven           | Bélgica      | 2010-2013 |
| Antwerp FC (cedido) | Bélgica      | 2012-2013 |
| FCV Dender EH       | Bélgica      | 2013-2014 |

### Como entrenador
| Club                 | País    | Año           |
| -------------------- | ------- | ------------- |
| FCV Dender EH        | Bélgica | 2013-2014     |
| Zwarte Leeuw         | Bélgica | 2014          |
| KVK Tienen           | Bélgica | 2015-2016     |
| ASV Geel             | Bélgica | 2016-2017     |
| Berchem Sport        | Bélgica | 2017-2018     |
| Sint-Truidense       | Bélgica | 2019          |
| Waasland-Beveren     | Bélgica | 2020-2021     |
| Haverfordwest County | Gales   | 2021-2022     |
| Club NXT             | Bélgica | 2022-2024     |
| Club Brujas          | Bélgica | 2024-presente |

## Palmarés

### Como entrenador

#### Campeonatos nacionales
| Título                      | Club        | País    | Año     |
| --------------------------- | ----------- | ------- | ------- |
| Primera División de Bélgica | Club Brujas | Bélgica | 2023-24 |
| Copa de Bélgica             | Club Brujas | Bélgica | 2024-25 |
| Supercopa de Bélgica        | Club Brujas | Bélgica | 2025    |